# Sveriges Järnvägsmuseum
 Sveriges Järnvägsmuseum (pol. Muzeum Kolejnictwa w Szwecji, Muzeum Kolei Żelaznej w Szwecji) – muzeum poświęcone historii kolejnictwa w Szwecji, otwarte w 1915 roku w Sztokholmie, w 1970 roku przeniesione do Gävle. Posiada jedną z najbardziej unikalnych w skali światowej kolekcji lokomotyw i wagonów kolejowych.

## Historia
W 1915 roku w Sztokholmie otwarto muzeum kolejnictwa. Mieściło się ono w kilku lokalach biurowych przy Vasagatan. W 1970 roku muzeum zostało przeniesione do Gävle. Wówczas po raz pierwszy pojawiła się możliwość wspólnej ekspozycji w tym samym pomieszczeniu zarówno dużych pojazdów jak i mniejszych obiektów.

## Zbiory
Muzeum szwedzkiej kolei w Gävle posiada jedną z najlepszych na świecie kolekcji dotyczących historii kolei. Unikalna w skali światowej kolekcja lokomotyw, wagonów i innych obiektów związanych z historią transportu kolejowego obejmuje ponad 150 lat historii tego środka transportu i jest częścią stałej ekspozycji.
W kolekcji wyróżniają się:
- budynek dworca kolejowego z Hennan z wyposażeniem z lat 40. XX wieku[2],
- parowóz SJ B 3 Prins August z 1856 roku, jeden z najstarszych na świecie parowozów, nadal zdatnych do użytku. Był jednym z pierwszych parowozów sprowadzonych do Szwecji ze znanej brytyjskiej fabryki parowozów Beyer, Peacock & Co z Manchesteru[3],
- wagon myśliwski z 1859 roku, należący niegdyś do króla Karola XV, dziś jeden z najstarszych wagonów kolejowych na świecie[4].

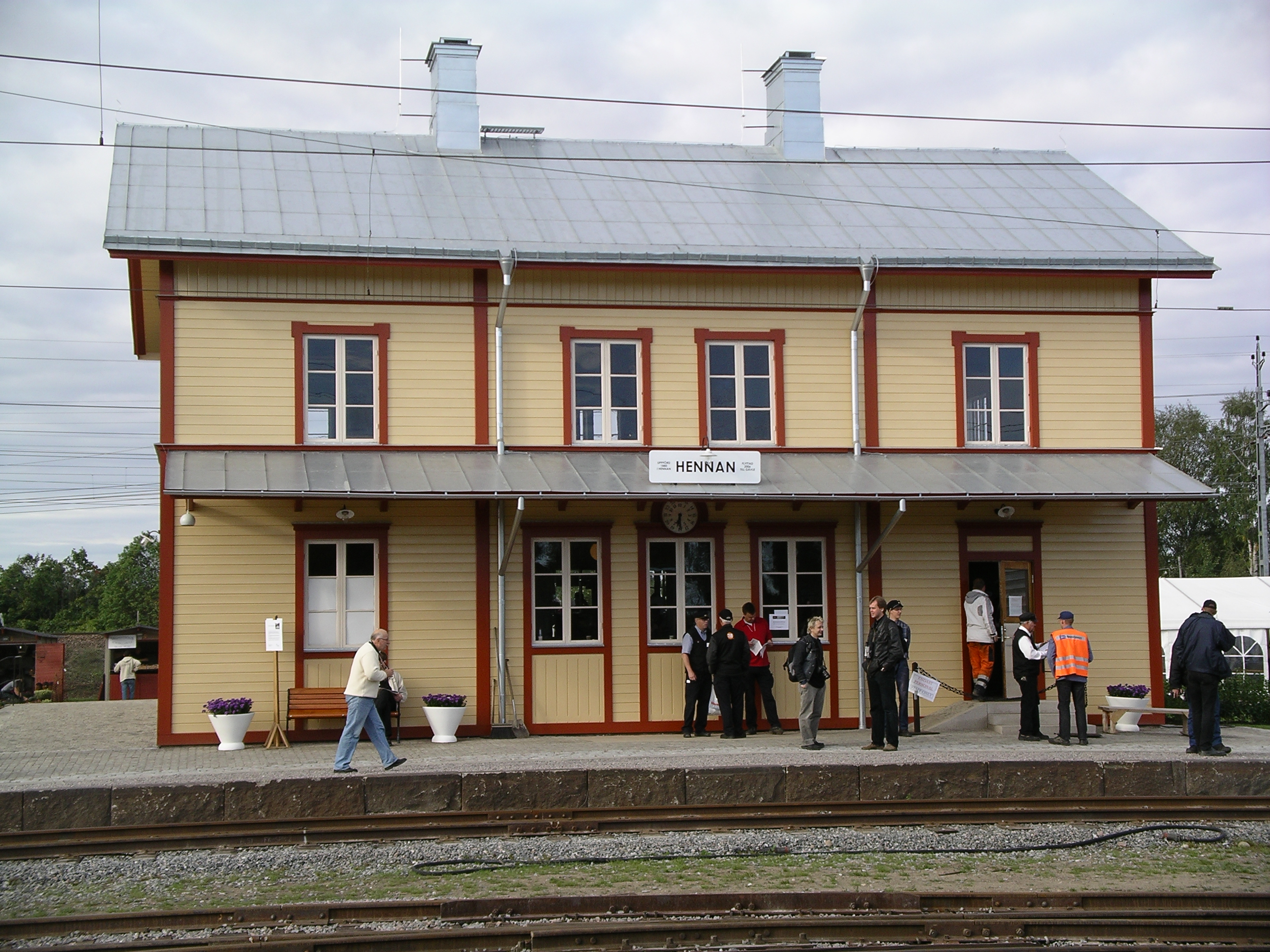
Dworzec kolejowy z Hennan
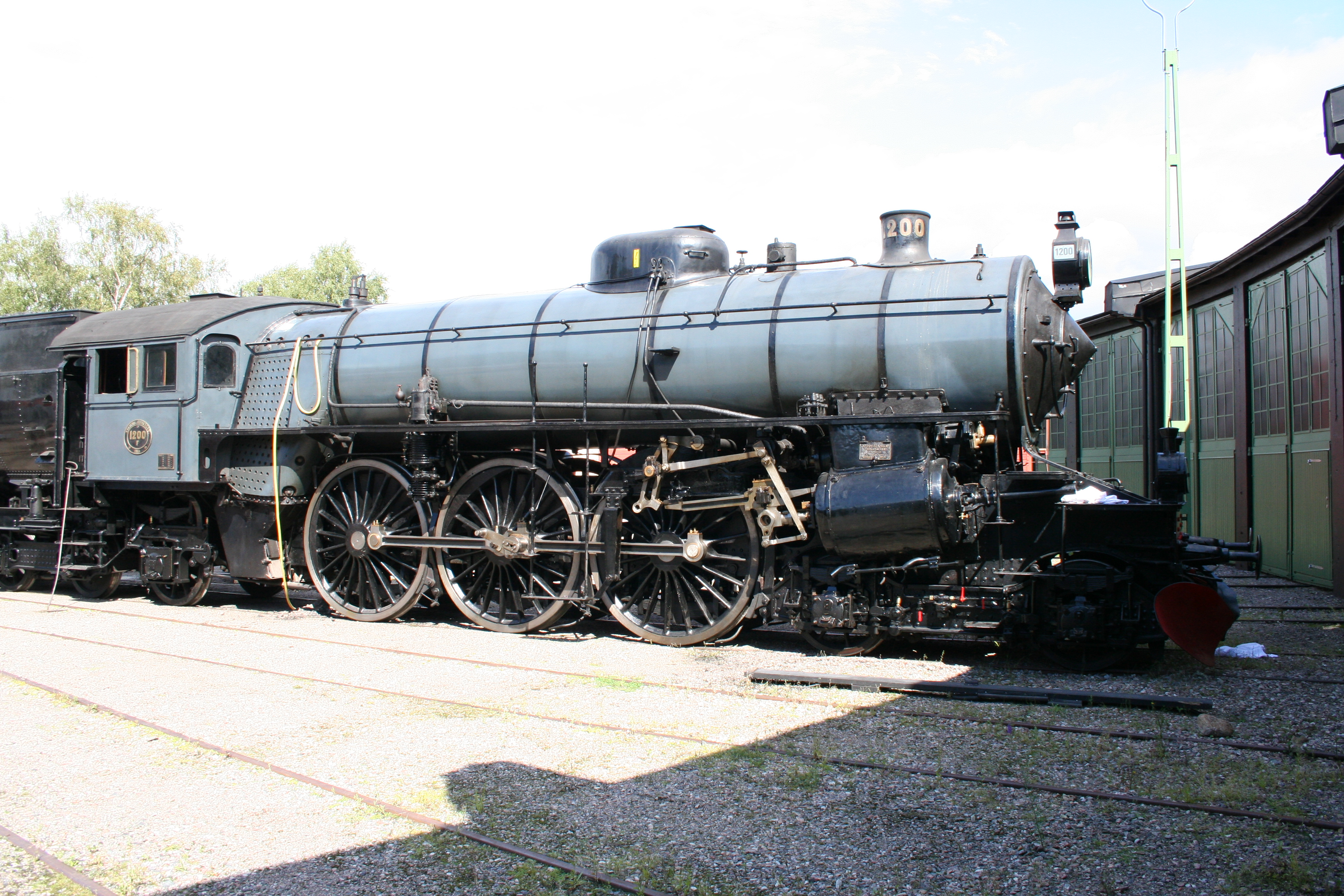
Lokomotywa parowa typ F 1200
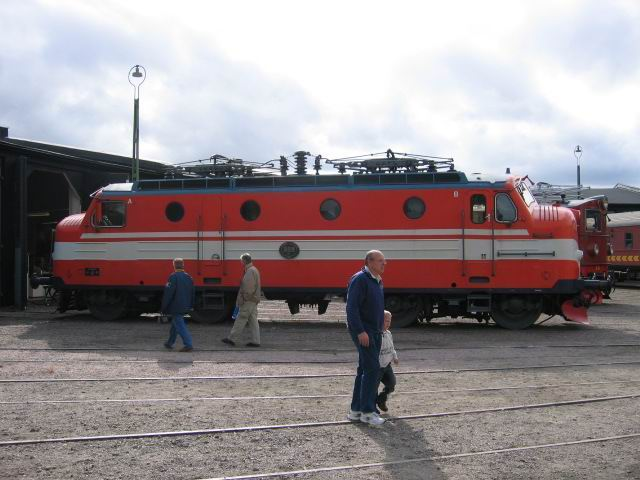
Lokolotywa spalinowa typ Rapid 988
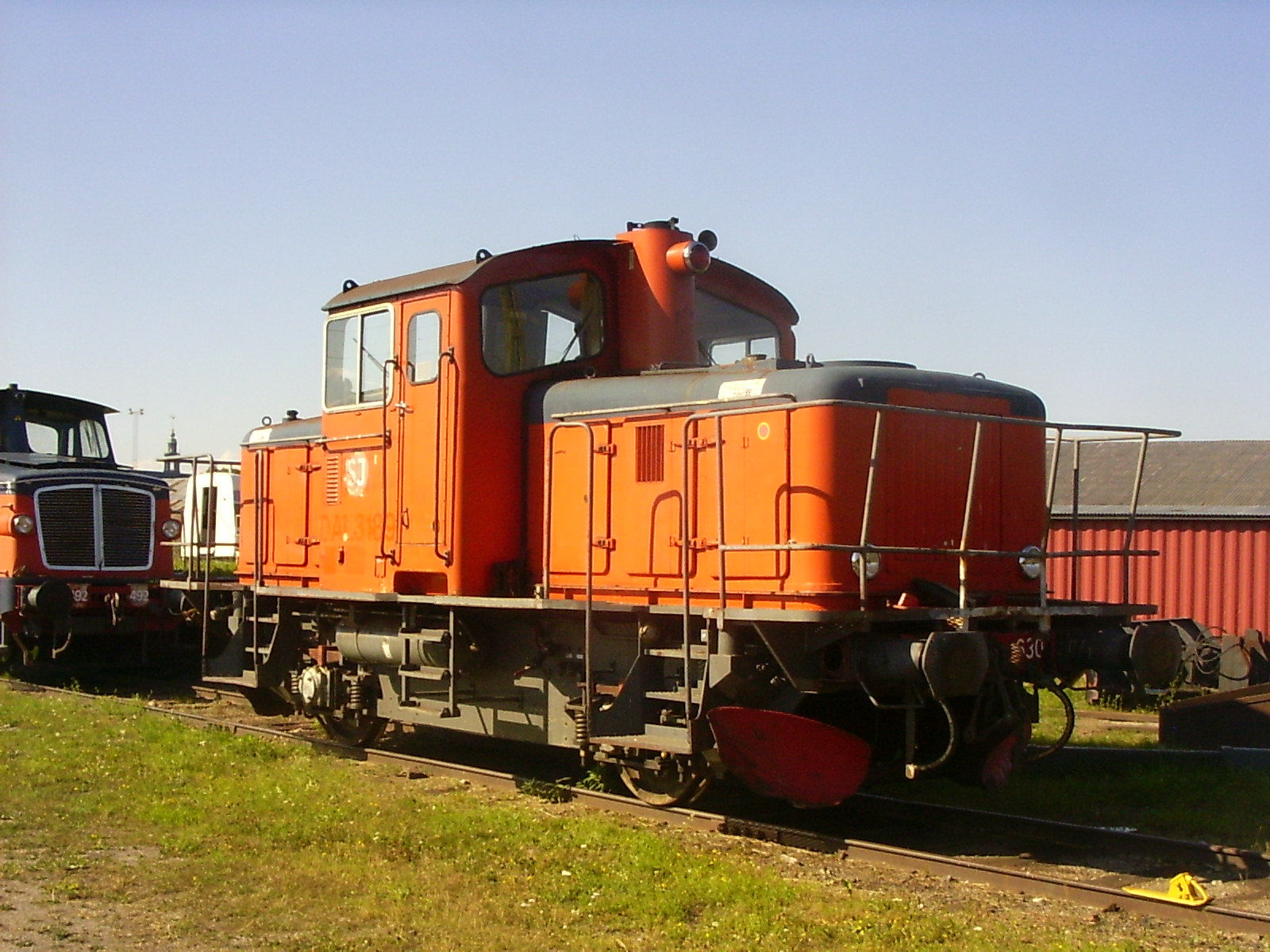
Mała lokomotywa spalinowa
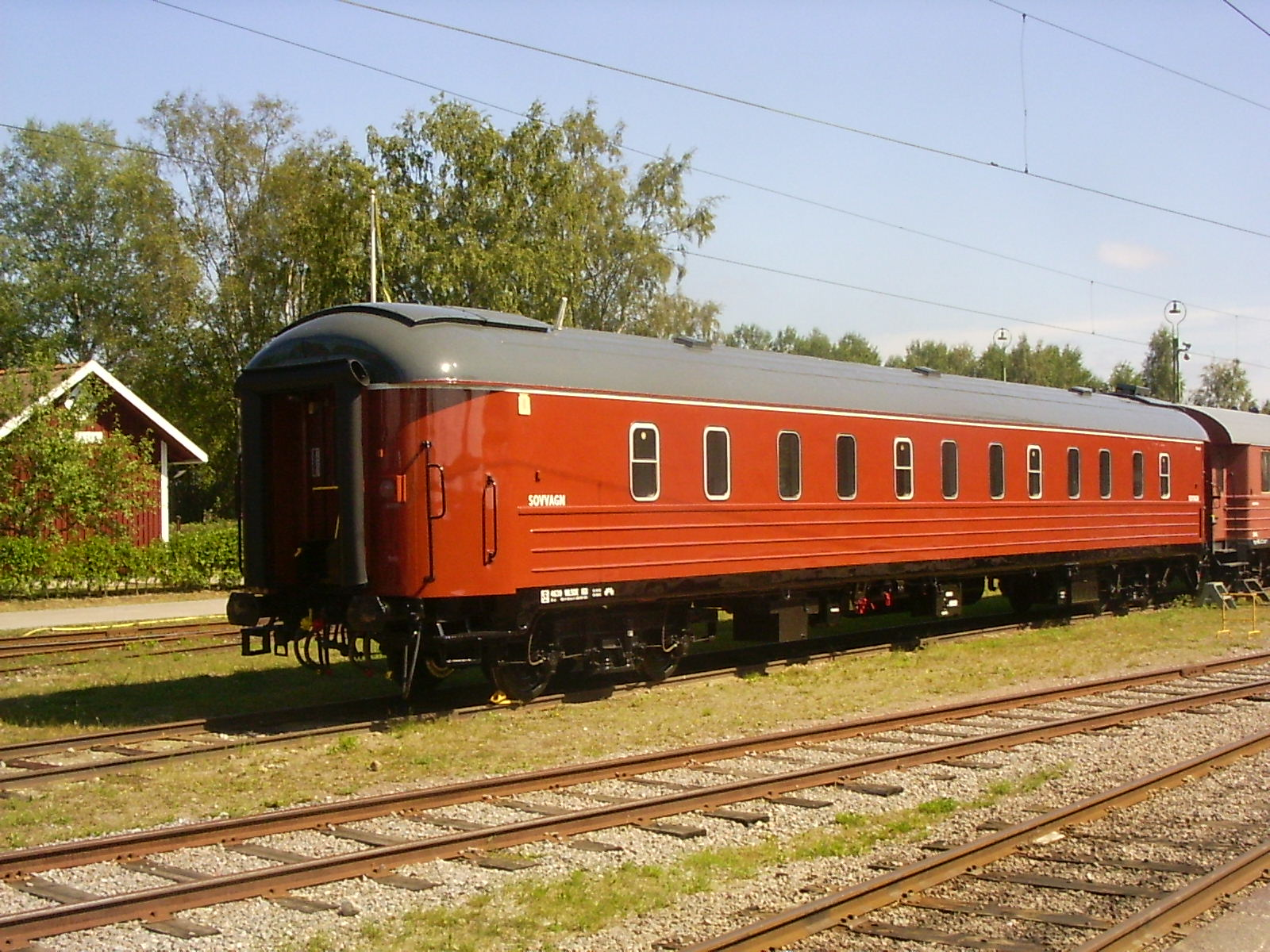
Wagon pasażerski